# باشگاه فوتبال آق‌سو
باشگاه فوتبال آق‌سو (قزاقی: Ақсу футбол клубы) یک باشگاه فوتبال در کشور قزاقستان است که در شهر پاولودار فعالیت دارد.